# أ. جاي جيبسون
أ. جاي جيبسون (بالإنجليزية: A.J. Gibson)‏ هو مهندس معماري أمريكي، ولد في 1 أبريل 1862 في سافانا في الولايات المتحدة، وتوفي في 31 ديسمبر 1927 في ميسولا في الولايات المتحدة.